# Літозем'я
«Літозем'я» (англ. Summerland) — фентезійний роман для молоді 2002 року, написаний американським автором Майклом Шебоном. Він розповідає про дітей, які рятують світ від знищення, граючи в бейсбол — центральну тему і символ протягом усього роману. «Літозем'я» поєднує в собі елементи Світової серії, подорожі паралельними всесвітами та одіссеї героя. Книга отримала змішані відгуки; газета The New York Times назвала її «заплутано перевантаженою» і порівняла з «новелізацією анімаційного бойовика».

## Сюжет
Історія починається на невеликому острові поблизу узбережжя штату Вашингтон, який називається Острів Молюсків. Головний персонаж, Ітан Фелд, грає в одній з бейсбольних команд острова, попри те, що він зовсім не вміє грати. Він зустрічає люб'язного перевертня-лисицю, на ім'я Катбеллі, який пояснює Ітану про Лоджпол — велетенське дерево, що з'єднує всі світи. Катбеллі розповідає, що Койот планує знищити Лоджпол через подію, яка називається «Раггед Рок», знищивши колодязь Мурмурі. Катбеллі бере Ітана до Сомерленду, де вони зустрічають невеликих індійськоподібних людей, яких називають ферішірами. Койот захоплює батька Ітана і змушує його створити чергову партію «пікофібри», з якої він збирається виготовити шланг для отруєння колодязя Мурмурі. Ітан разом із товаришами по бейсбольній команді — Тором Вігнуттом та Дженніфер Т. Райдаут — вирушає в Сомерленд, аби врятувати свого батька і запобігти Раггед Рок. У подорожі по Сомерленду вони збирають бейсбольну команду і грають, зустрічаючи на своєму шляху легендарних гравців та героїв з літератури, а також деяких знайомих з їхнього власного світу.

## Міфологія
У романі можна знайти багато посилань на різні види міфології. Найбільш помітними є скандинавська та міфологія корінних американців. Деякі приклади подані досить тонко, як, наприклад, у назві автомобіля сім'ї Фелдів — Скідбладнір, що у скандинавських міфах є легендарним транспортним засобом бога Фрейра, настільки добре зробленим, що його можна скласти та покласти до кишені. Також ім'я Тора Вігнутта є посиланням на скандинавського бога грому Тора. Койот представляється як Локі, бог хаосу зі скандинавської міфології, а термін «Раггед Рок», що означає кінець світу, можна порівняти з Рагнароком — фінальною битвою, під час якої світ руйнується і відроджується у скальдичних поемах. Нарешті, Лоджпол — дерево світів — засноване на Іґґдрасіллі, світовому дереві скандинавів, а колодязь Мурмурі (який Койот планує отруїти) — це колодязь Міміра.
Імена та дії Койота (він же Глускап, Сатана та інші псевдоніми) та Ворона мають походження з міфів корінних американців, тоді як легенда про Йорону походить з мексиканської культури. Оповіді Великих Брехунів взяті з американського фольклору:
- Високий чоловік із сокирою (Пол Баньян),
- Високий чоловік із молотом (Джо Магарак),
- Високий чоловік із гарпуном (Старий Штормалонг),
- Високий чоловік із жердиною (Майк Фінк),
- Чоловік із ножем у чоботі (можливо, Стеггер Лі),
- Чоловік із краваткою з гримучої змії (Пекос Білл),
- Високий чоловік із молотом (Джон Генрі),
- Енні Крістмас (жінка-керманич на Міссісіпі), і
- Суддя Рой Бін, власник салуна «Джерсі Лілі».

«Одноокий задирака», згаданий Койотом наприкінці книги, ймовірно, є посиланням на Одіна. Чайрон Браун (Рингфінгер), розвідник, який обирає Ітана героєм, названий на честь кентавра Хірона (його прізвисько, ймовірно, походить від бейсболіста Мордекая Брауна); роль Чайрона в міфі про Прометея (один з масок Койота — Прометей) додає глибини персонажу Рингфінгера Брауна. Роль Чайрона в пошуку Ітана також доречна, адже Чайрон був відомий своєю підготовкою великих людей та героїв. Старий Містер Вуд може бути посиланням на Одіна, якого також називають Вотаном, що близько до імені Вуд. Нарешті, в епілозі, або в розділі «Додому», м'яч із бейсбольного парку в Нью-Джерсі з підписом «Ван Лінгл Мунго» є алюзією на однойменного бейсболіста.

## Неміфологічні посилання
Одна з пратіток Дженніфер Т. Райдаут має ім'я тітка Шамбло. «Шамбло» — це слово, вигадане письменницею наукової фантастики К. Л. Мур, назва одного з її оповідань про Нортвеста Сміта, пов'язаного із сексуальною залежністю; титульна шамбло — це фігура медузи. Тітка Шамбло змушує своїх племінників і племінниць поводитися пристойно, погрожуючи зняти свої темні окуляри (хоча, коли вона їх знімає, її очі нічим не відрізняються від людських).